# 의처 소동
"의처 소동"은 한국에서 제작된 심우섭 감독의 1974년 영화이다. 배삼룡 등이 주연으로 출연하였고 김태수 등이 제작에 참여하였다.

## 출연

### 주연
- 배삼룡
- 서영춘
- 박남옥